# Maurice Hooker
Maurice Dewayne Hooker (Dallas, Texas, Estados Unidos, 7 de agosto de 1989) es un boxeador estadounidense. Actualmente es el campeón de la WBO en la división de peso superligero.

## Carrera profesional
Hooker se convirtió en profesional en 2011 y compiló un récord de 23-0-3 antes de desafiar y vencer al boxeador británico Terry Flanagan en una sorpresa el 9 de junio de 2018 por el vacante título de la OMB del peso superligero en Mánchester, Inglaterra, en la cartelera de Tyson Fury vs. Sefer Seferi.

## Récord profesional
| 27 Ganadas (18 KOs), 2 Derrotas, 3 Empates |        |                        |      |              |            |                                                        |                                                              |
| Res.                                       | Récord | Oponente               | Tipo | Rd., Tiempo  | Datos      | Localidad                                              | Notas                                                        |
| D                                          | 27–2–3 | Vergil Ortiz Jr.       | TKO  | 7 (12), 0:36 | 20-03-2021 | Dickies Arena, Fort Worth, Texas                       | Por el título vacante WBO International del peso wélter.     |
| G                                          | 27–1–3 | Uriel Pérez            | TKO  | 1 (10), 2:52 | 20-12-2019 | Talking Stick Resort Arena, Phoenix, Arizona           |                                                              |
| D                                          | 26–1–3 | José Carlos Ramírez    | TKO  | 6 (12), 1:48 | 27-07-2019 | College Park Center, Arlington, Texas                  | Perdió el título (WBO Superligero). Por el título de la WBC. |
| G                                          | 26–0–3 | Mikkel LesPierre       | UD   | 12           | 09-03-2019 | Turning Stone Resort & Casino, Verona, New York, U.S.  | Retiene (WBO Superligero).                                   |
| G                                          | 25–0–3 | Álex Saucedo           | TKO  | 7 (12), 1:36 | 16-11-2018 | Chesapeake Energy Arena, Oklahoma City, Oklahoma, U.S. | Retiene (WBO Superligero).                                   |
| G                                          | 24–0–3 | Terry Flanagan         | SD   | 12           | 09-06-2018 | Manchester Arena, Mánchester, England                  | Gana (WBO Superligero).                                      |
| G                                          | 23–0–3 | Courtney Jackson       | UD   | 10           | 19-08-2017 | Omni Dallas Hotel, Dallas                              | Retiene (WBO NABO Superligero).                              |
| G                                          | 22–0–3 | Cristóbal Cruz         | UD   | 10           | 24-02-2017 | Salon Mezzanine, Tijuana, México                       |                                                              |
| Empate                                     | 21–0–3 | Darleys Pérez          | SD   | 10           | 19-11-2016 | T-Mobile Arena, Las Vegas                              | Retiene (WBO NABO Superligero).                              |
| G                                          | 21–0–2 | Ty Barnett             | KO   | 1 (10), 2:27 | 06-08-2016 | Oracle Arena, Oakland                                  | Retiene (WBO NABO Superligero).                              |
| G                                          | 20–0–2 | Wilfrido Buelvas       | KO   | 1 (10), 2:27 | 26-03-2016 | Oracle Arena, Oakland                                  |                                                              |
| G                                          | 19–0–2 | Ghislain Maduma        | SD   | 10           | 17-10-2015 | Madison Square Garden, New York City                   | Retiene (WBO NABO Superligero).                              |
| G                                          | 18–0–2 | Eduardo Galindo        | TKO  | 6 (10), 3:10 | 26-06-2015 | Kay Bailey Hutchinson Convention Center, Dallas        | Gana (WBO NABO Superligero).                                 |
| G                                          | 17–0–2 | Santos Benavides       | TKO  | 2 (8), 1:56  | 06-03-2015 | Kay Bailey Hutchinson Convention Center, Dallas        |                                                              |
| G                                          | 16–0–2 | Gary Bergeron          | TKO  | 2 (6), 2:12  | 22-11-2014 | Kay Bailey Hutchinson Convention Center, Dallas        |                                                              |
| G                                          | 15–0–2 | Carlos Valenzuela      | TKO  | 1 (6), 2:37  | 22-08-2014 | Renaissance Worthington Hotel, Fort Worth              |                                                              |
| G                                          | 14–0–2 | Lauro Alcantar         | TKO  | 1 (6), 2:17  | 11-07-2014 | Fantasy Springs Casino, Indio                          |                                                              |
| G                                          | 13–0–2 | Adrián Rodríguez Garza | UD   | 6            | 26-04-2014 | Fitzgerald's Casino & Hotel, Túnica                    |                                                              |
| Empate                                     | 12–0–2 | Abel Ramos             | MD   | 8            | 17-01-2014 | Cook Convention Center, Memphis                        |                                                              |
| G                                          | 12–0–1 | Rynell Griffin         | UD   | 6            | 26-09-2013 | Four Points Sheraton Hotel, San Diego                  |                                                              |
| G                                          | 11–0–1 | John Revish            | KO   | 1 (6), 2:08  | 23-08-2013 | Worthington Hotel, Fort Worth                          |                                                              |
| G                                          | 10–0–1 | Mario Hermosillo       | KO   | 1 (6), 2:20  | 25-07-2013 | Four Points Sheraton Hotel, San Diego                  |                                                              |
| G                                          | 9–0–1  | John Montes            | TKO  | 6 (6), 1:34  | 08-06-2013 | Beamers Nightclub, Dallas                              |                                                              |
| G                                          | 8–0–1  | Adam Ealoms            | KO   | 2 (6), 1:44  | 19-04-2013 | Cendera Center, Fort Worth                             |                                                              |
| G                                          | 7–0–1  | Cameron Krael          | UD   | 4            | 19-12-2012 | Roseland Ballroom, New York                            |                                                              |
| G                                          | 6–0–1  | DeAnthony Bonner       | KO   | 1 (4), 1:52  | 24-08-2012 | Worthington Hotel, Fort Worth                          |                                                              |
| G                                          | 5–0–1  | Julián Rodríguez       | KO   | 1 (4), 2:10  | 11-08-2012 | Convention Center, Arlington                           |                                                              |
| G                                          | 4–0–1  | Pedro Domínguez        | TKO  | 1 (4), 0:13  | 29-06-2012 | Kay Yeager Coliseum, Wichita Falls                     |                                                              |
| G                                          | 3–0–1  | Demond Brock           | UD   | 4            | 08-06-2012 | Festival Plaza, Shreveport                             |                                                              |
| G                                          | 2–0–1  | Martin Gómez           | TKO  | 2 (4), 1:37  | 22-07-2011 | North Austin Event Center, Austin                      |                                                              |
| G                                          | 1–0–1  | Wilbert Mitchell       | KO   | 1 (4), 1:43  | 24-06-2011 | Dr Pepper Arena, Frisco                                |                                                              |
| Empate                                     | 0–0–1  | Tyrone Chatman         | SD   | 4            | 29-04-2011 | Orpheum Theater, Saint Louis                           | Professional debut                                           |